# Discina striata
Discina striata är en armfotingsart som först beskrevs av Heinrich Christian Friedrich Schumacher 1817.  Discina striata ingår i släktet Discina och familjen Discinidae. Inga underarter finns listade i Catalogue of Life.